# كأس فرنسا 1965–66
كأس فرنسا 1965–66 (بالفرنسية: Coupe de France de football 1965-1966)‏ هو موسم من كأس فرنسا. أشرف على تنظيمه اتحاد فرنسا لكرة القدم، وفاز فيه نادي ستراسبورغ.